# Coppa della Regina 2020-2021 (pallavolo)
La Coppa della Regina 2020-2021 si è svolta dal 26 al 28 febbraio 2021: al torneo hanno partecipato sei squadre di club spagnole femminili e la vittoria finale è andata per la prima volta all'Alcobendas.

## Regolamento
Le squadre hanno disputato quarti di finale (non hanno partecipato la prima e la seconda classificata al termine del girone di andata della regular season di SFV 2020-21, già qualificate alle semifinali), semifinali e finale, tutti giocati in gara unica. L'abbinamento nei quarti di finale è stato determinato dal posizionamento in classifica al termine del girone di andata della SVF 2020-21, mentre gli accoppiamenti per le semifinali sono stati affidati al sorteggio.

## Squadre partecipanti
| Squadra      | Qualificazione                       | Ultima partecipazione      |
| ------------ | ------------------------------------ | -------------------------- |
| Alcobendas   | 4ª al girone di andata SFV 2020-2021 | Coppa della Regina 2019-20 |
| Ciutadella   | 1ª al girone di andata SFV 2020-2021 | Coppa della Regina 2019-20 |
| Haris        | 2ª al girone di andata SFV 2020-2021 | Coppa della Regina 2019-20 |
| Haro         | 5ª al girone di andata SFV 2020-2021 | Coppa della Regina 2019-20 |
| JAV Olímpico | 3ª al girone di andata SFV 2020-2021 | Coppa della Regina 2019-20 |
| Kiele        | 6ª al girone di andata SFV 2020-2021 | Debutto                    |

## Torneo

### Tabellone
|  | Quarti di finale | Quarti di finale | Quarti di finale |  |   | Semifinali | Semifinali   | Semifinali |  |   | Finale       | Finale     | Finale |
|  |                  |                  |                  |  |   |            |              |            |  |   |              |            |        |
|  |                  |                  |                  |  |   | 3          | JAV Olímpico | 3          |  |   |              |            |        |
|  |                  |                  |                  |  |   | 3          | JAV Olímpico | 3          |  |   |              |            |        |
|  |                  |                  |                  |  |   | 2          | Haris        | 2          |  |   |              |            |        |
|  | 3                | JAV Olímpico     | 3                |  |   | 2          | Haris        | 2          |  |   |              |            |        |
|  | 3                | JAV Olímpico     | 3                |  |   |            |              |            |  |   |              |            |        |
|  | 6                | Kiele            | 1                |  |   |            |              |            |  |   |              |            |        |
|  | 6                | Kiele            | 1                |  |   |            |              |            |  | 3 | JAV Olímpico | 2          |        |
|  |                  |                  |                  |  |   |            |              |            |  | 3 | JAV Olímpico | 2          |        |
|  |                  |                  |                  |  |   |            |              |            |  |   | 4            | Alcobendas | 3      |
|  | 4                | Alcobendas       | 3                |  |   |            |              |            |  |   | 4            | Alcobendas | 3      |
|  | 4                | Alcobendas       | 3                |  |   |            |              |            |  |   |              |            |        |
|  | 5                | Haro             | 1                |  |   |            |              |            |  |   |              |            |        |
|  | 5                | Haro             | 1                |  | 4 | Alcobendas | 3            |            |  |   |              |            |        |
|  |                  |                  |                  |  | 4 | Alcobendas | 3            |            |  |   |              |            |        |
|  |                  |                  |                  |  |   | 1          | Ciutadella   | 0          |  |   |              |            |        |
|  |                  |                  |                  |  |   | 1          | Ciutadella   | 0          |  |   |              |            |        |

### Risultati

#### Quarti di finale
| 26 febbraio 2021 Centro Insular de Deportes, Las Palmas Durata: 1h:54 - Spettatori: 200 | JAV Olímpico | 3 - 1 | Kiele | 23-25, 25-23, 27-25, 25-21 |
| 26 febbraio 2021 Centro Insular de Deportes, Las Palmas Durata: 1h:41 - Spettatori: 50  | Alcobendas   | 3 - 1 | Haro  | 18-25, 25-12, 25-21, 25-23 |

#### Semifinali
| 27 febbraio 2021 Centro Insular de Deportes, Las Palmas Durata: 2h:02 - Spettatori: 300 | JAV Olímpico | 3 - 2 | Haris      | 25-16, 21-25, 25-22, 23-25, 15-9 |
| 27 febbraio 2021 Centro Insular de Deportes, Las Palmas Durata: 1h:23 - Spettatori: 80  | Alcobendas   | 3 - 0 | Ciutadella | 25-19, 25-23, 25-21              |

#### Finale
| 28 febbraio 2021 Centro Insular de Deportes, Las Palmas Durata: 2h:00 - Spettatori: 380 | JAV Olímpico | 2 - 3 | Alcobendas | 19-25, 25-14, 25-22, 20-25, 13-15 |